# SNHG6
SNHG6‏ (None) هوَ بروتين يُشَفر بواسطة جين SNHG6 في الإنسان.